# عروسی از شمال
عروسی از شمال (ارمنی: Հարսնացու հյուսիսից) یک فیلم کمدی موزیکال است محصول سال ۱۹۷۵، به کارگردانی نرسس هوهانیسیان

## بازیگران
- ناتالیا بسپالووا
- آرا باباجانیان
- اینا ماکارووا
- یوری مدودف
- ورجالویس میریجانیان
- موراد کوستانیان
- استانیسواو ژکان
- آرمن ژیگارخانیان
- لاریسا کرونبرگ
- یرواند ماناریان
- آشوت نرسیسیان
- ژان یلویان